# À l'instinct (album de Naps)
Pour l’article homonyme, voir À l'instinct.
Albums de Naps
Pochon bleu
(2017) On est fait pour ça
(2019)
À l'instinct est le troisième album de Naps sorti le 9 mars 2018.

## Liste des pistes
| No  | Titre                                              | Durée |
| --- | -------------------------------------------------- | ----- |
| 1.  | La Cuenta                                          | 3:03  |
| 2.  | Mektoub (feat. Kalif)                              | 3:59  |
| 3.  | Coché                                              | 3:18  |
| 4.  | Non non                                            | 2:27  |
| 5.  | Parle pas de nous (feat. Sofiane & Le Rat Luciano) | 4:33  |
| 6.  | Marseille City                                     | 2:59  |
| 7.  | Recherché                                          | 3:38  |
| 8.  | 9 milli                                            | 3:22  |
| 9.  | Dans le block (feat. Alonzo)                       | 3:14  |
| 10. | Poto (feat. Raisse)                                | 2:59  |
| 11. | Le fixe                                            | 3:15  |
| 12. | Favela (feat. Soolking)                            | 3:34  |
| 13. | Drive                                              | 2:26  |
| 14. | Drogua                                             | 2:32  |
| 15. | Abandonne                                          | 3:26  |
| 16. | Ma bella                                           | 3:28  |
| 17. | Je suis                                            | 2:45  |
| 18. | Mauvais garçon                                     | 2:57  |
| 19. | Piste blanche (feat. 13ème Art)                    | 4:20  |
| 20. | Oulala (feat. Messao)                              | 2:52  |
| 21. | Des fois                                           | 2:10  |

## Clips vidéos
- Recherché : 2 février 2018
- Dans le block (feat. Alonzo) : 1er mars 2018
- Favela (feat. Soolking) : 21 mars 2018

## Classements et certifications

### Classements hebdomadaires
| Classements (2023)           | Meilleure position |
| ---------------------------- | ------------------ |
| France (SNEP)                | 3                  |
| Belgique (Wallonie Ultratop) | 27                 |

### Certifications
| Région                                                                                                 | Certification | Ventes/Streams |
| --- | ------------- | -------------- |
| France (SNEP)                                                                                          | 2 × Platine   | 200 000*       |
| *Ventes selon la certification ^Mise en rayon selon la certification xNon précisé par la certification |               |                |

### Titres certifiés en France
- Ma Bella  Or (30 janvier 2025)
- Recherché  Platine[5] (24 janvier 2020)
- Marseille City  Or[6] (9 octobre 2020)
- Favela (feat. Soolking)  Diamant[7] (24 novembre 2022)
- La Cuenta  Or [8] (5 mai 2022)